# Кизилташский лиман
Кизилта́шский лима́н (Кубанский лиман, адыг. Адахун, Кизильташ, Синдикос Лимен (Лиман  синдов) ; тюрк. кызылташ — «красный камень»; др.-греч. σύνδικος/синдикос, «защитник, заступник») или Адахун — крупный лиман в дельте реки Кубань, расположенный в Краснодарском крае России. Самый большой лиман российского юга.
Лиман имеет неправильную округлую форму. Протяжённость его с запада на восток составляет около 18,5 км, с севера на юг около 14 км. Площадь — 137 км². На севере соединён протокой с лиманом Цокур. Бугазский лиман, с которым Кизилташский лиман соединён проливом, сообщается в восточной части с Чёрным морем. До начала XX века именно в этот лиман вливалась большая часть вод Кубани. Постепенное заиление привело к смещению русла реки на север. Позднее пресный водоток был восстановлен благодаря расчистке русла Старой Кубани. Тем не менее, черноморские воды поступают в лиман, осолоняя его.
В Кизилташском лимане добываются пелоиды. Дно лимана заполняет мягкий и пластичный ил тёмного цвета с сильным запахом сероводорода, поэтому лиман является источником лечебной грязи. Имеется кефалевое хозяйство.
Код в ГВР — 06030000115608100004191.

## Галерея

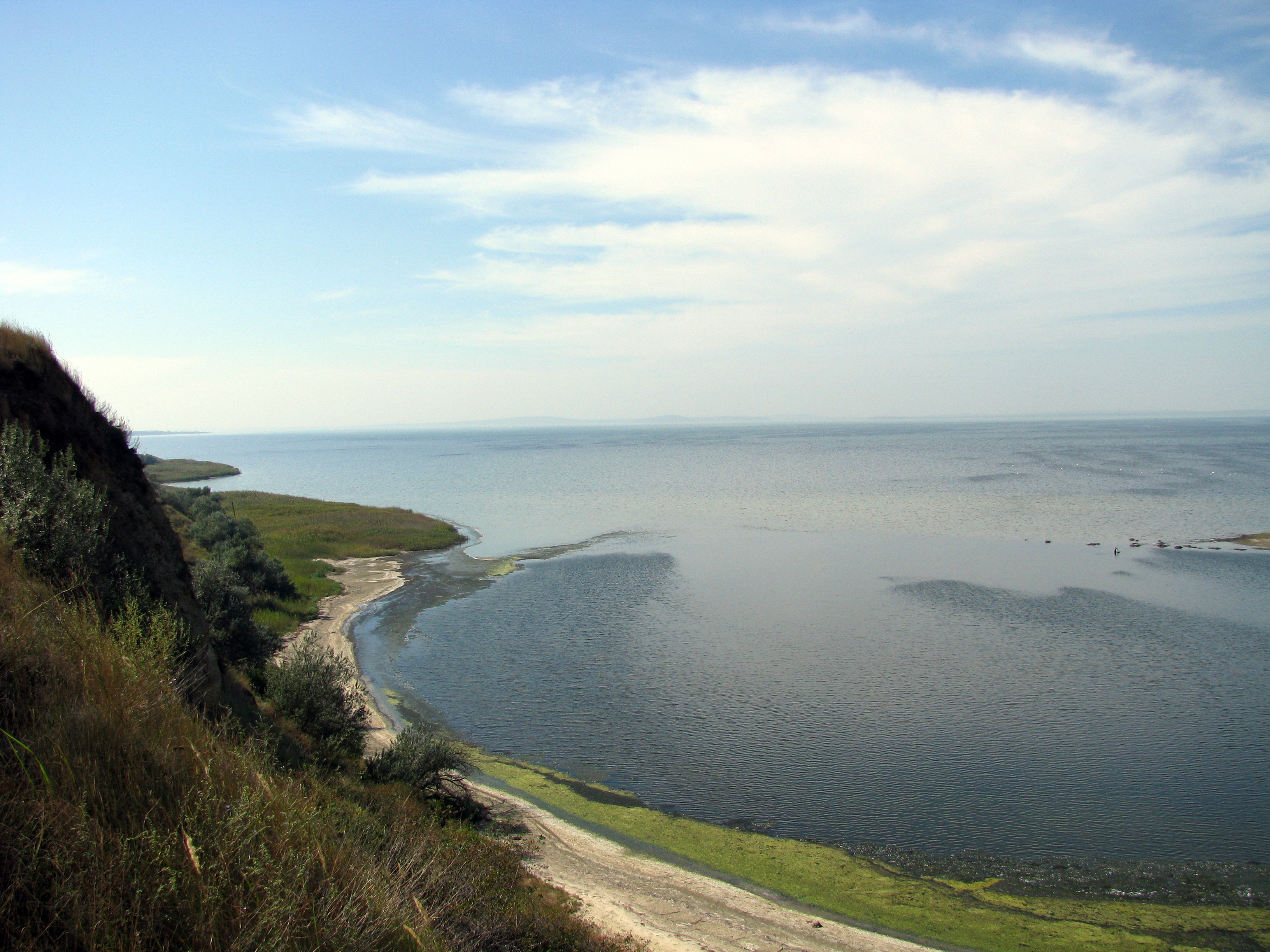
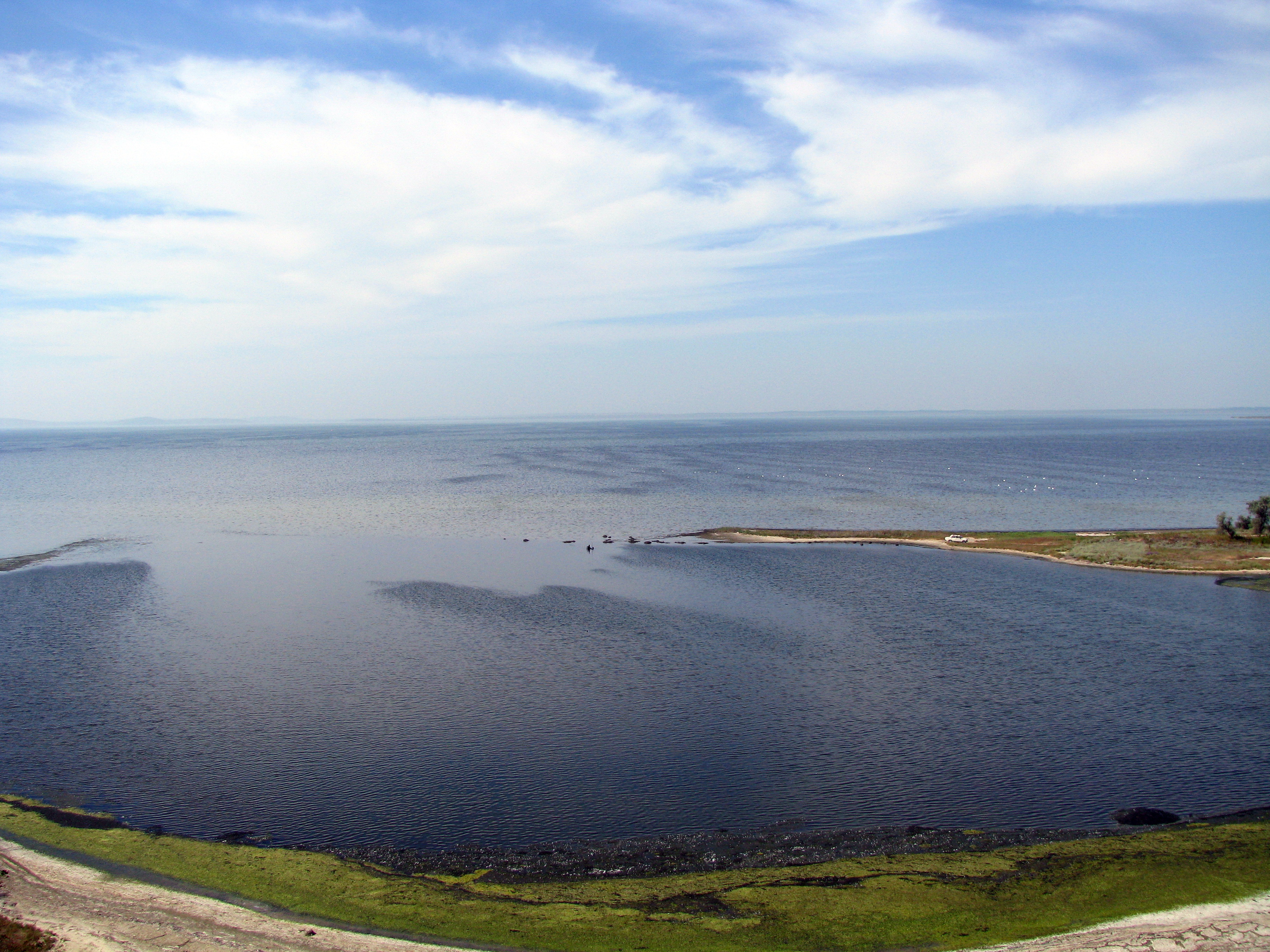
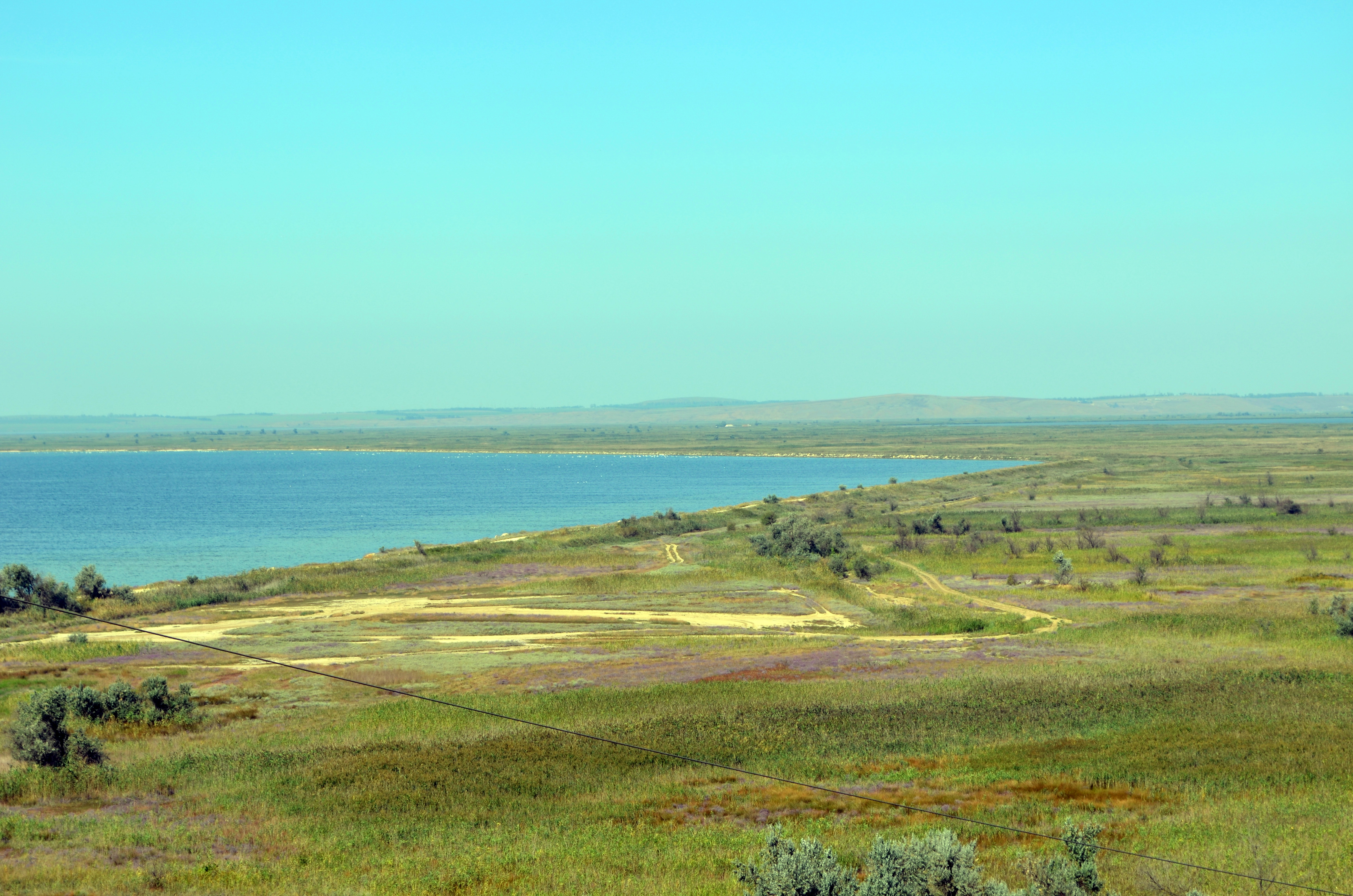
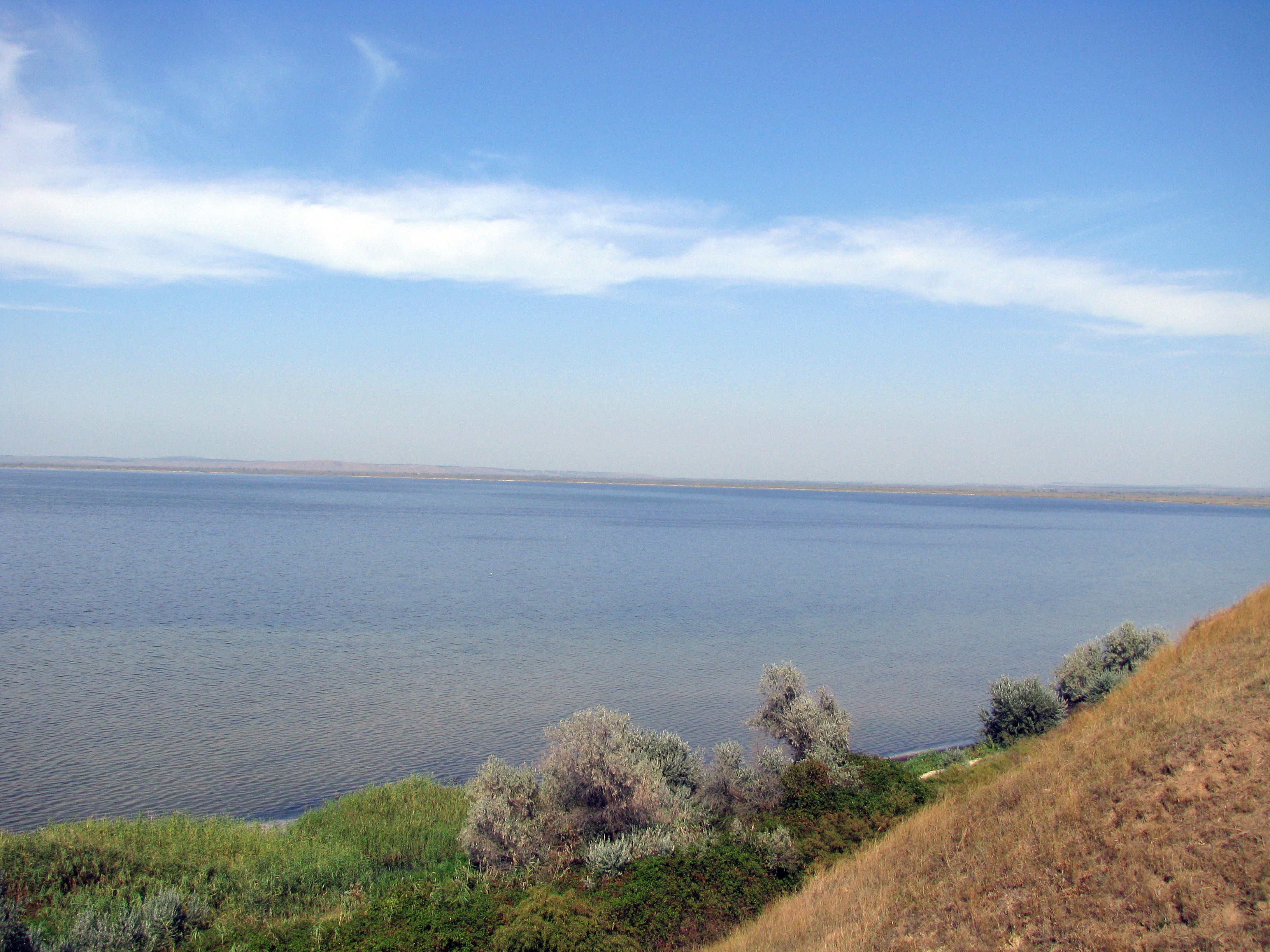
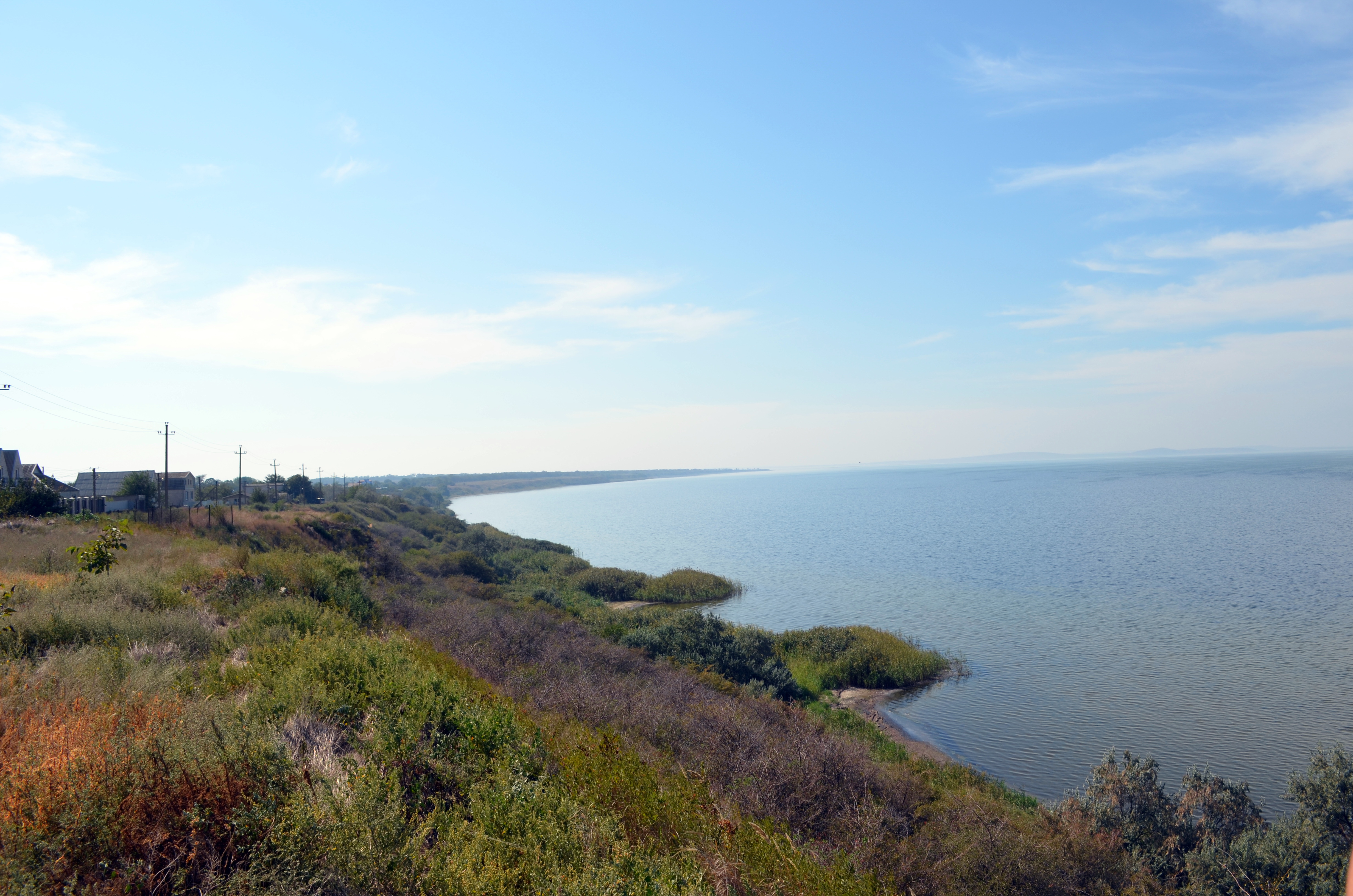
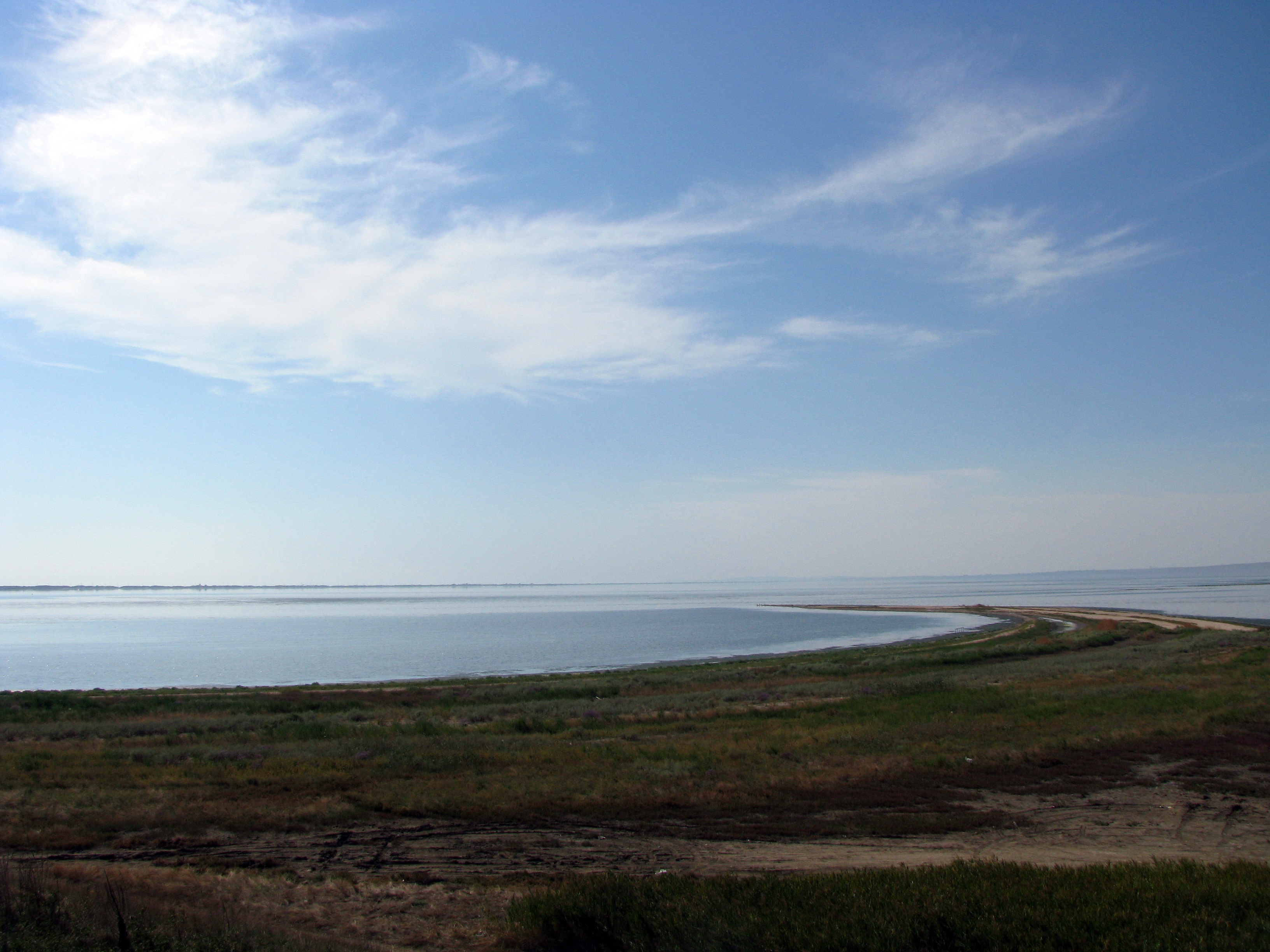
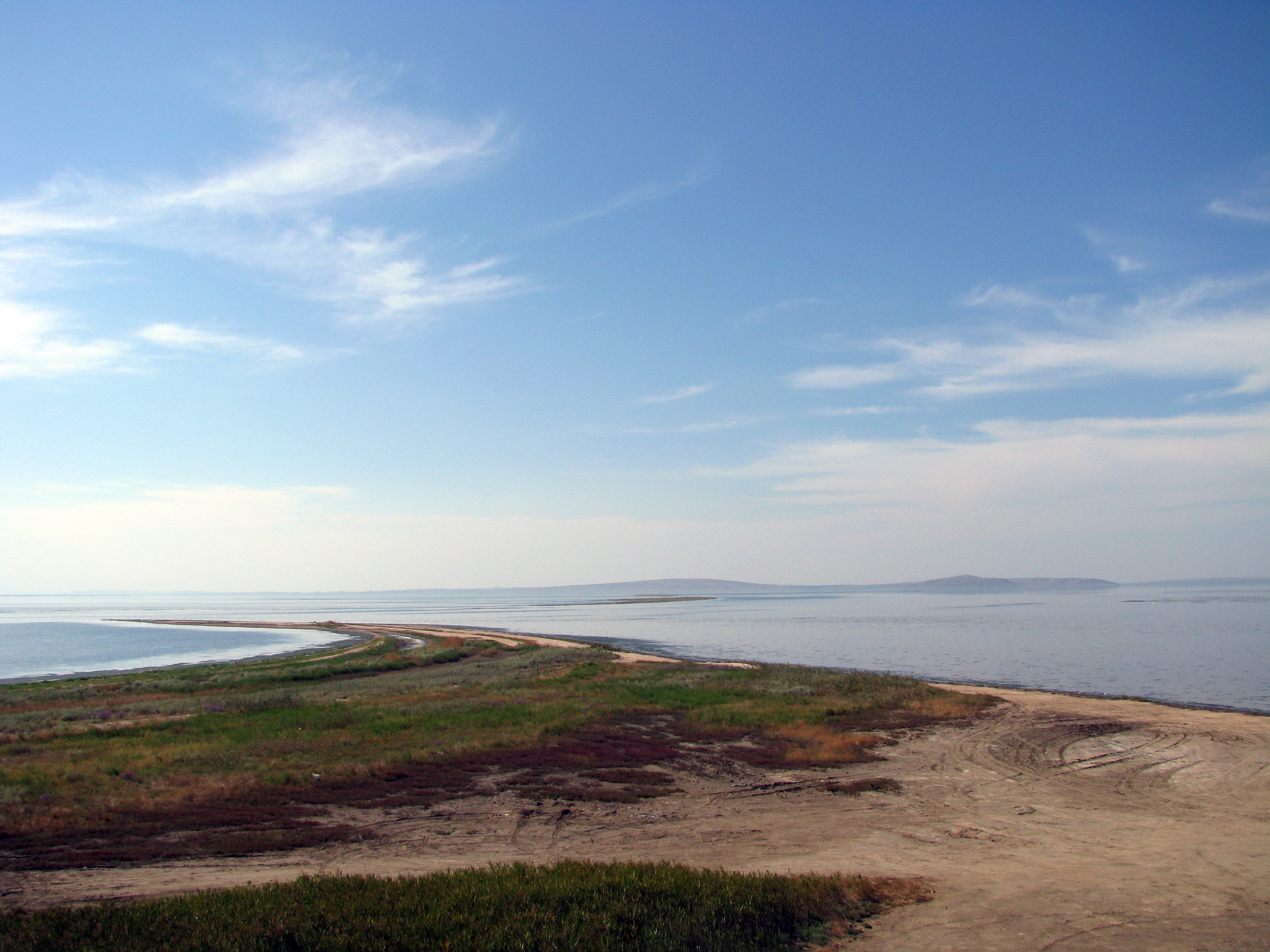
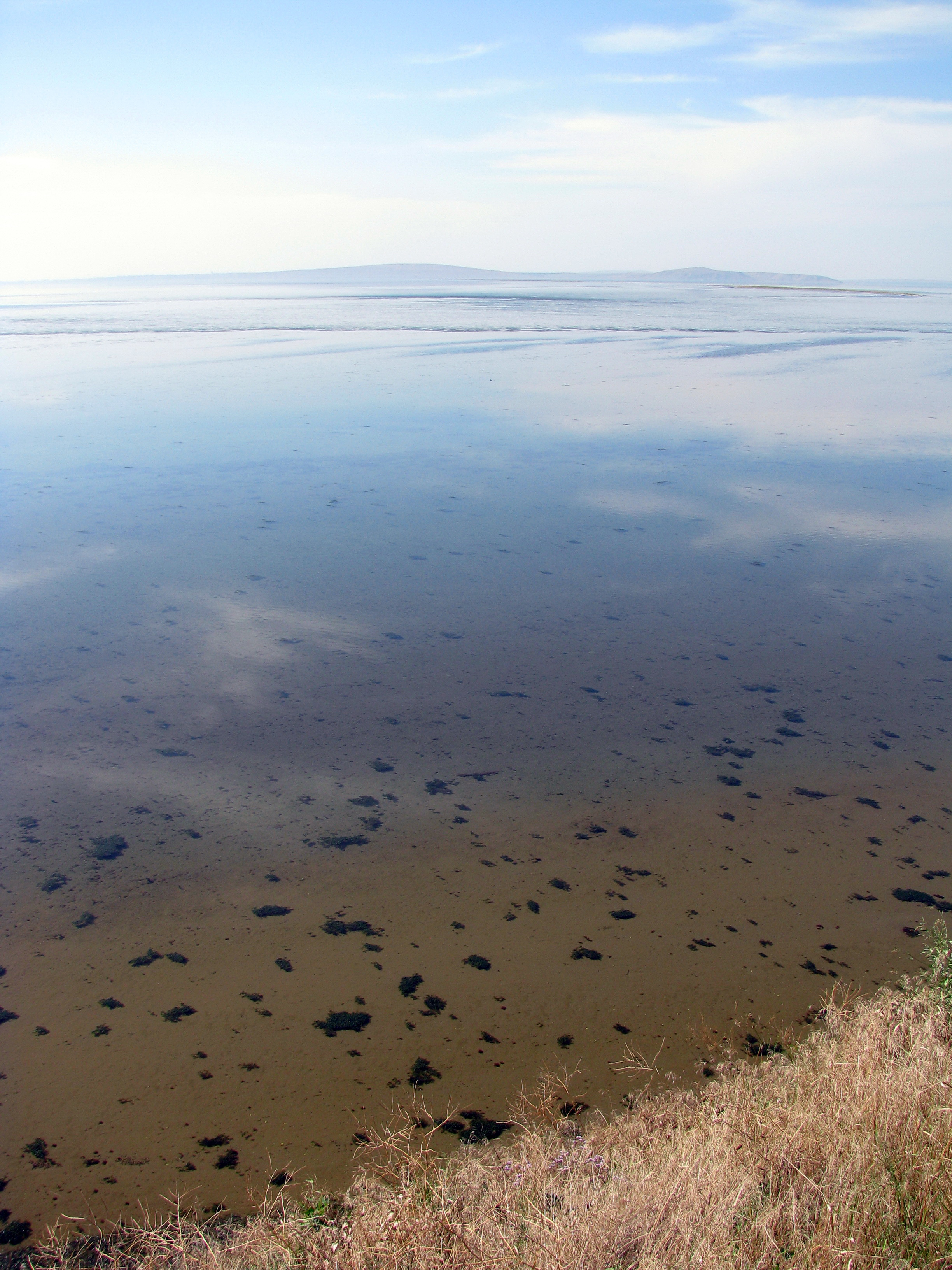
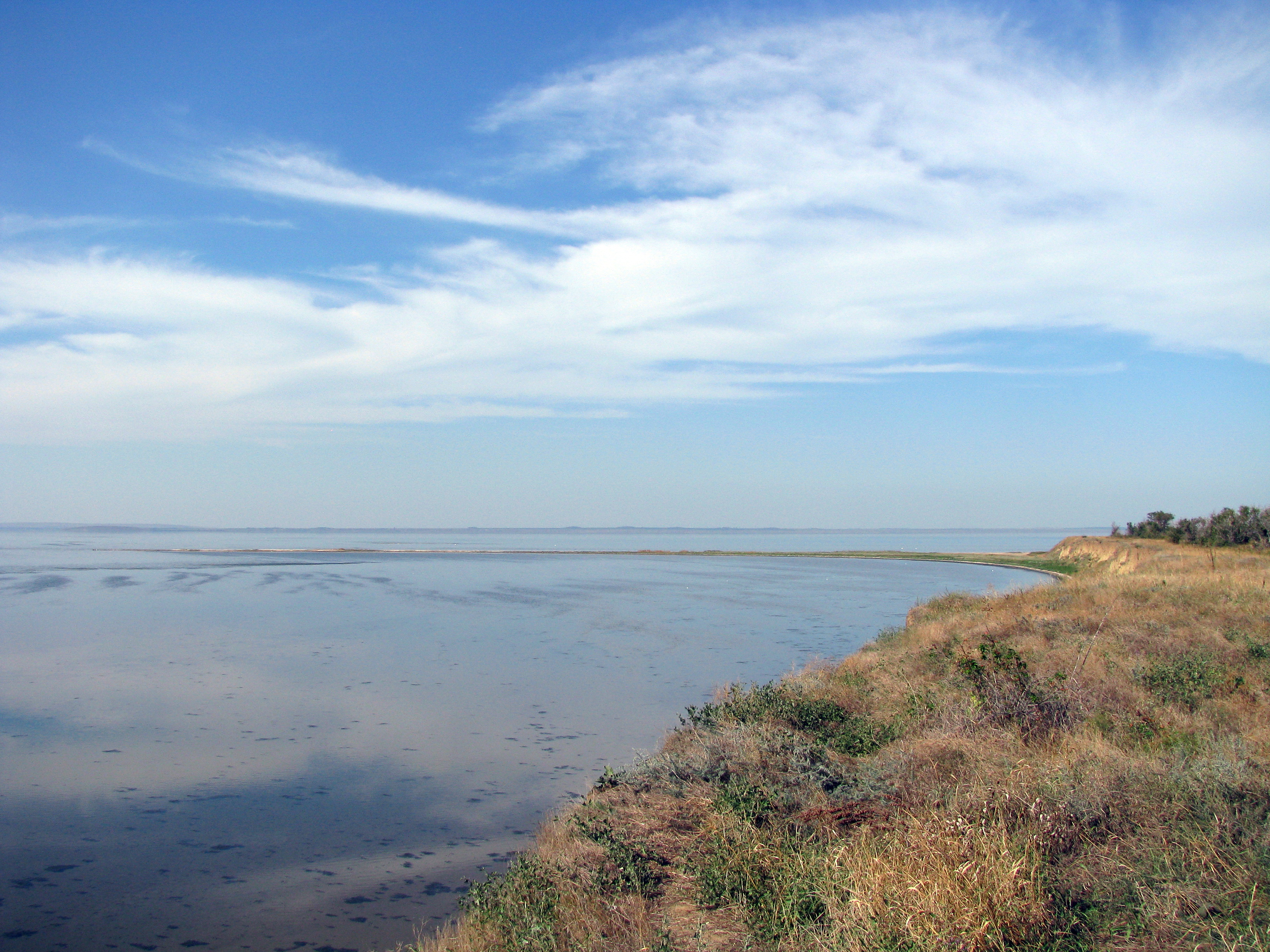